# Beania australopacifica
Beania australopacifica är en mossdjursart som beskrevs av Tilbrook 2006. Beania australopacifica ingår i släktet Beania och familjen Beaniidae. Inga underarter finns listade i Catalogue of Life.